# Monsieur (documentaire, 2003)
Pour les articles homonymes, voir Monsieur (homonymie).
 (juin 2021).
Si vous disposez d'ouvrages ou d'articles de référence ou si vous connaissez des sites web de qualité traitant du thème abordé ici, merci de compléter l'article en donnant les références utiles à sa vérifiabilité et en les liant à la section « Notes et références ».
Pour plus de détails, voir Fiche technique et Distribution.
Monsieur est un téléfilm documentaire canadien de la journaliste Francine Pelletier sorti en 2003.

## Synopsis
Ce documentaire consacré à l'ancien premier ministre du Québec Jacques Parizeau (1930-2015)
Son titre fait référence au surnom que les médias donnent à Jacques Parizeau, en raison de ses manières aristocratiques. Dans une entrevue à l'émission Indicatif présent, Francine Pelletier indique que l'idée provenait de la SRC et que le titre de travail était Public Enemy Number One (« Ennemi public n°1 »).

## Fiche technique
- Titre : Monsieur
- Réalisation : Francine Pelletier
- Scénario :
- Musique : Robert Marcel Lepage
- Photographie :
- Montage : France Pilon
- Production : Claude Cartier et Patricio Henriquez
- Société de production : Canadian Broadcasting Corporation, Macumba International et Télé-Québec
- Pays :  Canada
- Genre : Documentaire
- Durée : 52 minutes
- Dates de sortie : 
  -  Canada : 2003